# 無名都市
無名都市（むめいとし、The Nameless City）は、クトゥルフ神話に登場する架空の土地。
初出はハワード・フィリップス・ラヴクラフト（以下HPL）著『無名都市』（The Nameless City, 1921年）。
作品と用語の両方について解説する。特に注意書きしない限りはそのままHPL『無名都市』を出典とする。

## 作品
1921年1月に執筆され、同人誌『ウルヴァーリン』11月号に掲載された。さらに同人誌『ファンシフル・テイルズ』創刊号（1936年秋季号）に掲載された後に、作者没後に『ウィアード・テイルズ』1938年11月号に掲載された。
「ネクロノミコン」の二行連句が引用され、著者であるアブドゥル・アルハザードの名前も初登場する。クトゥルフ神話の歴史上における記念碑的作品である。また『サルナスの滅亡』に登場したサルナスやイブの都についても言及があり、これらの都市が目覚めの世界なのかドリームランドなのかを曖昧にしている。

### あらすじ
「わたし」は未踏の砂漠に乗り込み、無名都市にたどり着く。伝説で知られていたその都市に近づいたわたしは、呪われた都であると理解する。砂に塞がれかけていた洞窟を発見し、中に入るとそこは神殿であった。岩を掘り抜いて造られた人工の部屋は、やけに天井が低く、膝をついても頭が閊えるほどである。
さらに不気味な風の源を辿り、別の地下神殿を発見する。新たな神殿はより広く、直立することができたが、石や祭壇などは先の神殿同様に丈が低い。風の出所は、さらなる地下通路のようである。わたしは天井の低い通路を降りてゆくと、上面ガラス張りの木製の箱が立ち並ぶ通路へと出る。黄金に輝く木箱の中には、怪生物のミイラが、豪奢な衣装をまとい納められている。また壁には歴史絵が描かれており、どうやらこの生物は、無名都市の古代人たちにとって、高貴で聖なる存在であったようである。絵の中で八つ裂きにされていた人物は、無名都市と敵対した、円柱都市アイレムの民であろうか。都市の天井の低さは、崇拝する爬虫類の神性に敬意を払ったものだろうが、これでは信者たちが這いまわらざるを得ないため、おそらく信者たちは、爬虫類の行動を模倣していたのであろうと、わたしは結論付ける。
猛る風に呑まれたわたしは、地の底の深淵へと落ちる。わたしが見たものは、匍匐する爬虫類どもの群れであった。無名都市の神が爬虫類というのは誤りで、無名都市の住人こそが爬虫類なのである。肉体を捨てて地の底の異界に向かった彼らは、今でも夜ごとに悪霊として現れ、朝日とともに消えるのだ。

### 収録
- 創元推理文庫『ラヴクラフト全集3』大瀧啓裕訳「無名都市」
- 国書刊行会『定本ラヴクラフト全集1』波津博明訳「廃都」
- 国書刊行会『真ク・リトル・リトル神話大系1』波津博明訳「廃都」
- 国書刊行会『新編真ク・リトル・リトル神話大系1』波津博明訳「廃都」
- 星海社FICTIONS『『ネクロノミコン』の物語 新訳クトゥルー神話コレクション2』森瀬繚訳「無名都市」
- 新潮文庫『アウトサイダー クトゥルー神話傑作選』南條竹則訳 「無名都市」

## 用語
「廃都」「ネームレス・シティ」とも。クトゥルフ教団の拠点とされる。HPLが作り、後続作者によりアレンジが行われている。

### HPLによる基本設定
アブドゥル・アルハザードが幻視して見つけた古代都市。アルハザードは「夢の中で訪れた」とされており、無名都市がドリームランドと目覚めの世界のどちらに属する場所なのかを曖昧にしている。
中東のアラビア半島南部に広がるルブアルハリ砂漠の中には、無名都市と円柱都市アイレムが存在するという。ルブアルハリ砂漠は、古代アラビア語では「ロバ・エル・カリイエ」（虚空、何もない場所を意味する。ルブ・アル・ハリ）と呼ばれ、現代のアラブ人は「真紅の砂漠」と呼ぶ。

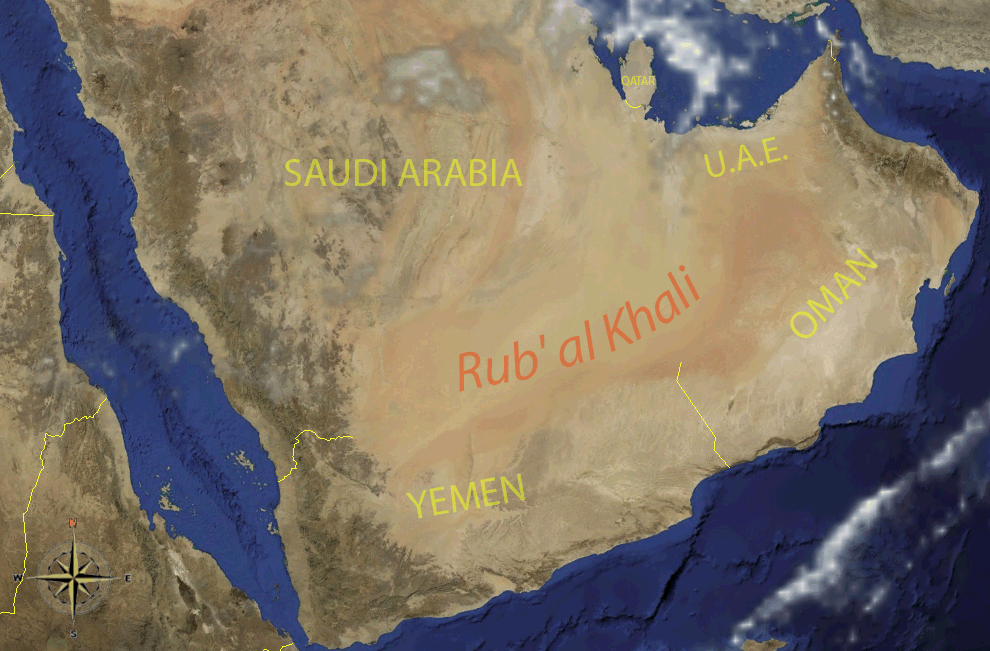
ルブアルハリ砂漠は、サウジアラビア、オマーン、アラブ首長国連邦、イエメンの4ヶ国にまたがる。

無名都市は「メンフィスに礎石が置かれ、バビロンの煉瓦が焼かれるよりも前の太古から」存在していたと伝説される地下都市である。
「這って歩くワニのような爬虫人類」が住まっていた。都市の天井が非常に低いのは、人間ではなく彼らの身長を基準としているからである。20世紀までに爬虫人類は衰退し、無名都市も砂漠の浸食を受けて埋没している。都市の中には彼らのミイラや宝が隠されている。
『クトゥルフの呼び声』にて、無名都市は「クトゥルフ教団」の拠点であるという説明がなされた。

### ダーレスによるアレンジ設定
主に『永劫の探究』より。
もとは海底都市であり、クトゥルフを崇拝する爬虫類種族が1000万年にわたり住んでいた。やがて海底から浮上してアラビア半島の砂漠に出現した。無名都市からは冷気が流れ出ており、冷気の筋道を辿ることで無名都市の位置を突き止めることができる。無名都市の位置は、ダーレスの『永劫の探究』ではクウェートともオマーンともされており（2通りの異なる説明がある）、しかもアイレムと混同されている。
『クトゥルフの呼び声』の時代（作中人物の状況によると1908年ごろ）はクトゥルフ教団の拠点であったが、勢力図が変化して『永劫の探究』時代（194X年）には旧支配者ハスターの支配地になっている。同作ではラバン・シュリュズベリイ博士が対クトゥルフ戦のアジトとして利用し、宇宙の彼方のセラエノに魂だけで旅立つ際には、無防備な抜け殻の肉体をこの場所に保管した。
アブドゥル・アルハザードは邪神の知恵を著書に記した罰で無名都市に連れ去られて拷問死した。作中にてシュリュズベリイ博士はアルハザードの霊を降霊させ、対クトゥルフの情報を引き出している。また「アルハザードのランプ」はアルハザードが無名都市から持ち帰ってきたものであるという。

### さらなる追加設定
カーターは旧支配者ムノムクアの支配地とした。さらにムノムクアはボクルグの上位神とされている。

### 登場作品
- HPL『クトゥルフの呼び声』
- オーガスト・ダーレス『永劫の探究』第4部
- リン・カーター『ムノムクアー』（カーター版ネクロノミコン第6の物語）
- ジョン・ランガン『牙の子ら』

### 中東のクトゥルフ神話スポット

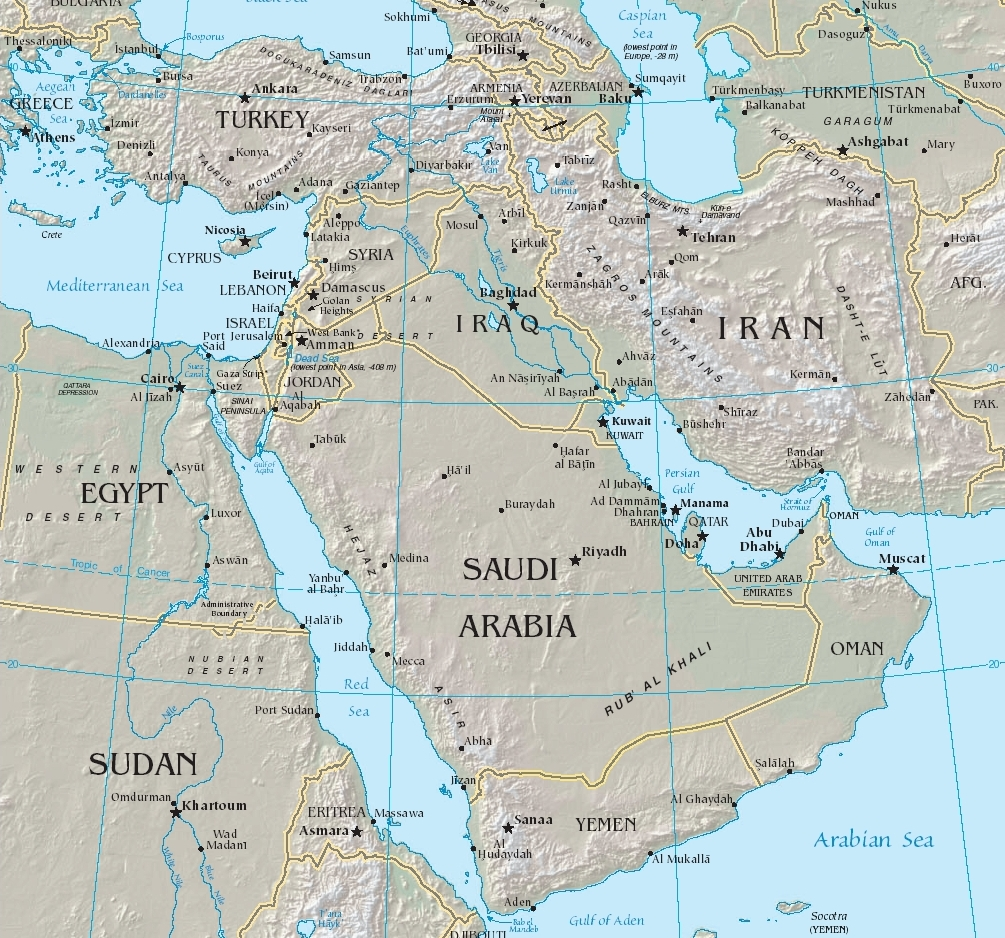
中東の地図

アブドゥル・アルハザードは生涯を中東で過ごした。カーター版ネクロノミコンの8短編の舞台を列挙すると、ハドス（ネフレン＝カ関連）、メンフィス、円柱都市イレム、アレクサンドレイア、無名都市、墓の谷（王家の谷）、オアシス、クトゥケメス（ハワードやティアニーで出てくる）となる。アルハザードはダマスカスで最期を迎えた。
カラ＝シェールという新アッシリア時代の古代都市もあり（後世のトルコ語の名称）、ネクロノミコンに記されている。
ムナール地域のサルナスは、中東またはドリームランドの土地である。

## 無名都市の爬虫類種族
固有の名称がない。蜥蜴人類、蛇人間と表現されることもある。クトゥルフを崇拝する。登場作品は無名都市と重複する。
『永劫の探究』では拠点たる無名都市を追い出され、砂漠にいる。四大霊では水の眷属とおぼしく、深きものどもの、砂漠では動けないという欠点を補って活動する。風の眷属であるバイアクヘーとは敵対する。
カーター設定ではムノムクアを崇拝する。都市イブのスーム＝ハー種族はボクルグ神を崇拝し、2爬虫類種族の類縁が示唆される。
クトゥルフ神話の体系化で「蛇人間」が成立する過程にて、3つの知的爬虫類、ハワード蛇人間（ヴァルーシアの蛇人間・大地の妖蛆）、スミス蛇人間、HPLの無名都市爬虫類が寄与している。